# Иващенко, Николай Григорьевич
Николай Григорьевич Иващенко (1928, Барсуковская, Северо-Кавказский край — 1999, Луганская область) — горнорабочий очистного забоя шахты «Донецкая» комбината «Краснодонуголь», Ворошиловградская область. Герой Социалистического Труда (1971).

## Биография
Родился в 1928 году в станице Барсуковская ныне Кочубеевского района Ставропольского края.
Трудовой путь начал на шахте «Западная» Донецкого шахтоуправления учеником слесаря. Затем был вагонщиком, сцепщиком, стволовым, машинист электровоза и, наконец, рабочим очистного забоя. В 1955 году перешёл на шахту «Донецкая». Работал сменным бригадиром, горнорабочим очистного забоя, а затем возглавил комплексную бригаду.
Указом Президиума Верховного Совета СССР от 30 марта 1971 года за выдающиеся успехи в выполнении заданий пятилетнего плана по развитию угольной и сланцевой промышленности и достижение высоких технико-экономических показателей Иващенко Николаю Григорьевичу присвоено звание Героя Социалистического Труда с вручением ордена Ленина и золотой медали «Серп и Молот».
В 1972 году бригада добыла 1200 тонн дополнительного угля. В 1973 году окончил Краснодонский вечерний горный техникум.
В 1981 году назначен начальником участка на шахте имени Ф. П. Лютикова. Коллектив участка был инициатором почина «За тысячетонную нагрузку на забой в условиях маломощного пласта» и несколько лет работал в тысячетонном режиме. Они первыми в объединении «Краснодонуголь» применили паспорт эффективного использования горной техники.
В 1983 году по переводу перешёл работать начальником участка на шахту «Суходольская-Восточная». В 1985—1987 годах — машинист горновыемочных машин. В 1987—1989 годах — горный мастер участка вентиляции и техники безопасности (ВТБ), затем бригадир горнорабочих по ремонту горных выработок. Общий трудовой стаж — 48 лет.
Делегат ХХІV съезда Компартии Украины (1976). Неоднократно избирался депутатом Луганского областного и Краснодонского городского советов.
Умер в 1999 году. Похоронен на кладбище в посёлке Урало-Кавказ.

## Награды
- Орден Ленина (30.03.1971);
- Орден «Знак Почёта»;
- Орден Трудовой Славы 3-й степени;
- Знак «Шахтёрская слава»» трёх степеней;
- Почётный шахтёр (1964);
- Заслуженный шахтёр УССР.